# METAR
METAR je kratko sporočilo, ki opisuje vremenske pogoje. Večinoma ga uporabljajo piloti letal in drugih zrakoplovov. Sporočilo je napisano v standardnem formatu, tako da je razumljivo po vsem svetu.
METAR sporočila objavljajo letališča in vremenske postaje, kdaj tudi avtomatske postaje. Sporočilo se objavi vsako uro ali pa vsake pol ure, če se pogojih hitro spremenijo pa lahko tudi pogosteje (t. i. SPECI).

## Podatki v METARju
- Čas objave in oznaka letališča
- temperatura zraka
- temperatura rosišča
- hitrost in smer vetra
- vidljivost in vidljivost na stezi - RVR
- padavine
- zračni tlak
- pokritost z oblaki, višina oblakov

Pilot lahko tudi iz zraka pošljejo podatke o vremenu - t. i. pilot report - PIREP. Na koncu METARja je lahko TREND, ki opisuje najverjetneše spremembe v naslednjih dveh urah.
METARju podobno sporočilo je Terminal Aerodrome Forecast - TAF, ki poda vremensko napoved za naslednjih do 24-30 ur.
VOLMET je sistem, ki objavlja METARje, TAF in SIGMETe na kratkih in VHF frekvencah, tako da lahko piloti v zraku poslušajo aktualne vremenske pogoje in napovedi.
Primer METARja:
METAR LBBG 041600Z 12003MPS 310V290 1400 R04/P1500N R22/P1500U +SN BKN022 OVC050 M04/M07 Q1020 NOSIG 8849//91=
Pomen posameznih delov:
- LBBG - ime izvora (letališče Burgas)
- 041600Z - izdan 4. dne v mesecu ob 16.00 UTC
- 12003MPS - trenutna smer vetra 120°, hitrost 3 m/s
- 310V290 - smer vetra se spreminja med 290° in 310°
- 1400 - vidljivost 1400 m
- R04/P1500N - na stezi 04 vidljivost nad 1500 m
- R22/P1500U - na stezi 22 vidljivost 1500 m in narašča
- +SN - močno sneženje
- BKN022 - pokritost oblakov med 5/8 in 7/8 na višini 2200 čevljev
- OVC050 - pokritost oblakov 8/8 na višini 5000 ft
- M04/M07 - temperatura -4°C, temperatura rosišča -7°C
- Q1020 - zračni tlak na morski gladini (QNH) 1020 mbar
- NOSIG - ni pričakovati posebnih sprememb
- 8849//91 - vse steze na letališču so pokrite s snegom (4) v površini 51-100% (9), debelina ni poznana (//), slab zavorni učinek (91)